# Decàpolis

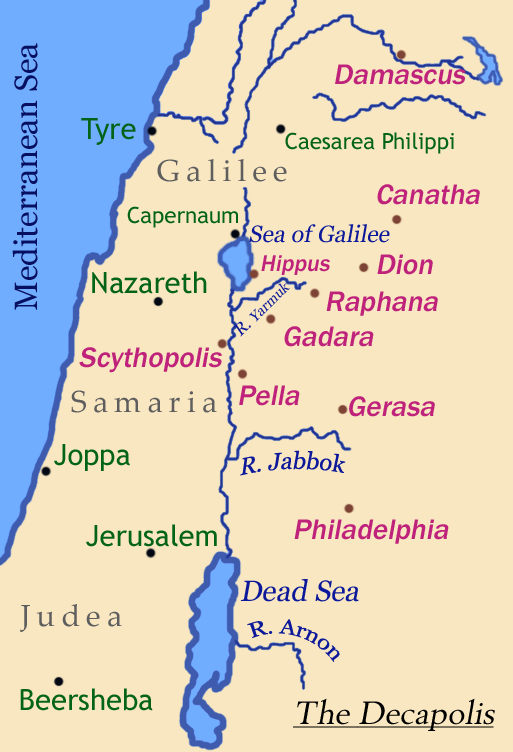
Mapa de la Decàpolis (ciutats en vermell).

Decàpolis (grec antic: Δεκαπόλις) va ser un districte de Palestina sota domini romà, que rebia aquest nom perquè comprenia deu ciutats.
Plini el Vell llista les deu ciutats següents:
- Damasc
- Filadèlfia (actualment Amman)
- Rhaphana (actualment Abila)
- Escitòpolis (actualment Bet-Xean)
- Gàdara (actualment Umm Qais)
- Hippos (actualment Susieh)
- Dion (actualment Adun)
- Pella (actualment Tabaqat Fahl)
- Galasa o Gerasa (actualment Jerash)
- Canatha (actualment Qanawat)

Segons el que diu Plini, el districte comprenia la part sud de Síria, part de la Perea i Bet-Xean, a l'oest del riu Jordà. Flavi Josep explica que la ciutat principal era Escitòpolis, però no anomena les altres. L'evangelista Mateu diu que la Decàpolis era més enllà del Jordà. Eusebi de Cesarea la descriu com la part de la Perea situada a Hippos, Pella i Gàdara.
Eren deu ciutats estat independents fundades en època selèucida, i poblades per grecs que es van barrejar amb la població semita. La Lliga de la Decàpolis es va constituir sota Gneu Pompeu, cap a l'any 63 aC, sota sobirania romana, i tenia finalitat comercial, de protecció mútua i de defensa de la frontera.